# Стар (Айдахо)
Стар (англ. Star) — місто в окрузі Ада, штат Айдахо, США. За оцінками на 2008 населення становило 5 065 осіб. Стар є частиною агломерації Бойсе.

## Історія
Перші поселенці на території Стара з'явилися в 1863 році. Тоді ж почали створювати іригаційну систему. 1869 року зведено одну з найстаріших християнських церков штату Айдахо. Спочатку поселення розташовувалося за одну милю (1,6 км) від сучасного розташування міста. 1870 року побудовано першу школу. Поселенці не могли придумати ім'я будівлі школи. Тоді один з жителів прибив до передньої двері школи зірку (англ. star, [stɑː]). Ця зірка стала важливим дороговказом для подорожніх та старателів. Від школи із зіркою їм потрібно було пройти ще одну милю на захід, щоб вийти до поселення. Так, з часом, поселення стало відоме як Стар. У 1905 році Стар офіційно отримало статус міста. На початку XX століття його населення становило понад 500 осіб, що робило його другим за розміром після Бойсе поселенням штату.

## Географія та клімат
Стар розташований за координатами 43°42′13″ пн. ш. 116°29′55″ зх. д. / 43.70361° пн. ш. 116.49861° зх. д. (43.703565, -116.498606).  За даними Бюро перепису населення США в 2010 році місто мало площу 15,17 км², з яких 15,08 км² — суходіл та 0,10 км² — водойми. В 2017 році площа становила 16,66 км², з яких 16,55 км² — суходіл та 0,11 км² — водойми.
Стар лежить на північному заході округу Ада. Висота центральної частини міста становить 753 м.
| Клімат Стар                                                                                 | Клімат Стар | Клімат Стар | Клімат Стар | Клімат Стар | Клімат Стар | Клімат Стар | Клімат Стар | Клімат Стар | Клімат Стар | Клімат Стар | Клімат Стар | Клімат Стар | Клімат Стар |
| Показник                                                                                    | Січ.        | Лют.        | Бер.        | Квіт.       | Трав.       | Черв.       | Лип.        | Серп.       | Вер.        | Жовт.       | Лист.       | Груд.       | Рік         |
| Абсолютний максимум, °C                                                                     | 16          | 21          | 27          | 34          | 38          | 39          | 43          | 42          | 38          | 34          | 23          | 18          | 43          |
| Середній максимум, °C                                                                       | 3           | 7           | 13          | 18          | 23          | 28          | 33          | 32          | 26          | 19          | 9           | 4           | 17,9        |
| Середня температура, °C                                                                     | −2          | 2           | 6           | 10          | 14          | 19          | 23          | 22          | 17          | 11          | 4           | −1          | 10,4        |
| Середній мінімум, °C                                                                        | −6          | −3          | −1          | 2           | 7           | 11          | 13          | 12          | 7           | 2           | −2          | −6          | 3           |
| Абсолютний мінімум, °C                                                                      | −29         | −29         | −11         | −7          | −3          | 1           | 3           | 2           | −2          | −9          | −19         | −32         | −32         |
| Норма опадів, мм                                                                            | 34.8        | 29.0        | 34.3        | 28.4        | 31.0        | 16.0        | 8.1         | 6.1         | 14.7        | 18.3        | 32.5        | 35.6        | 288.8       |
| ------------------------------------------------------------------------------------------- | ----------- | ----------- | ----------- | ----------- | ----------- | ----------- | ----------- | ----------- | ----------- | ----------- | ----------- | ----------- | ----------- |
| Джерело: http://www.weather.com/outlook/travel/businesstraveler/wxclimatology/monthly/83669 |             |             |             |             |             |             |             |             |             |             |             |             |             |

## Демографія

### Перепис 2010 року
Згідно з переписом 2010 року, у місті проживало 5 793 осіб у 1 927 домогосподарствах у складі 1 551 родин. Густота населення становила 384,3 особи/км². Було 2 098 помешкання, середня густота яких становила 139,2/км². Расовий склад міста: 93,5 % білих, 0,6 % афроамериканців, 0,8 % індіанців, 0,6 % азіатів, 0,1 % тихоокеанських остров'ян, 2,1 % інших рас і 2,4 % людей, які зараховували себе до двох і більше рас. Іспанці і латиноамериканці незалежно від раси становили 6,7 % населення.
Із 1 927 домогосподарств 49,9 % мали дітей віком до 18 років, які жили з батьками; 65,7 % були подружжями, які жили разом; 10,5 % мали господиню без чоловіка; 4,3 % мали господаря без дружини і 19,5 % не були родинами. 15,4 % домогосподарств складалися з однієї особи, в тому числі 4,9 % віком 65 і більше років. В середньому на домогосподарство припадало 3,00 мешканця, а середній розмір родини становив 3,33 особи.
Середній вік жителів міста становив 32,3 року. Із них 34,7 % були віком до 18 років; 5,1 % — від 18 до 24; 30,7 % від 25 до 44; 21,4 % від 45 до 64 і 7,9 % — 65 років або старші. Статевий склад населення: 49,2 % — чоловіки і 50,8 % — жінки.
Середній дохід на одне домашнє господарство  становив 64 793 долари США (медіана — 55 942), а середній дохід на одну сім'ю — 74 188 доларів (медіана — 63 558). Медіана доходів становила 50 772 долари для чоловіків та 36 786 доларів для жінок. За межею бідності перебувало 7,9 % осіб, у тому числі 8,7 % дітей у віці до 18 років та 0,0 % осіб у віці 65 років та старших.
Цивільне працевлаштоване населення становило 3020 осіб. Основні галузі зайнятості: освіта, охорона здоров'я та соціальна допомога — 27,7 %, будівництво — 14,9 %, роздрібна торгівля — 10,5 %, науковці, спеціалісти, менеджери — 9,5 %.

### Перепис 2000 року
Згідно з переписом 2000 року в місті проживало 1 795 осіб у 631 домогосподарствах у складі 485 родин. Густота населення становила 805,9 особи/км². Було 681 помешкання, середня густота яких становила 305,7/км².
Расовий склад населення станом на 2000:
- білі — 92,9 %;
- афроамериканці — 0,3 %;
- індіанці — 0,9 %;
- азіати — 0,2 %;
- океанійці — 0,1 %;
- інші раси — 0,9 %;
- дві і більше раси — 4,7 %.

Із 631 домогосподарства 48,0 % мали дітей віком до 18 років, які жили з батьками; 60,2 % були подружжями, які жили разом; 11,7 % мали господиню без чоловіка, і 23,1 % не були родинами. 16,8 % домогосподарств складалися з однієї особи, в тому числі 4,1 % віком 65 і більше років. В середньому на домогосподарство припадало 2,82 мешканця, а середній розмір родини становив 3,19.
Віковий склад населення: 33,2 % віком до 18 років, 9,9 % від 18 до 24, 36,4 % від 25 до 44, 14,8 % від 45 до 64 і 5,7 % від 65 років і старші. Середній вік жителів — 28 років. Статевий склад населення: 49,2 % — чоловіки і 50,8 % — жінки.
Середній дохід домогосподарств у місті становив US$42 337, родин — $46 458. Середній дохід чоловіків становив $31 028 проти $22 625 у жінок. Дохід на душу населення в місті був $15 864. Близько 5,4 % родин і 8,5 % населення перебували за межею бідності, включаючи 10,7 % віком до 18 років і 13,6 % від 65 і старших.